# Боб Креншоу
Боб Кре́ншоу (англ. Bob Cranshaw), повне ім'я Ме́льбурн Ро́берт Кре́ншоу (англ. Melbourne Robert Cranshaw; 3 грудня 1932, Еванстон, Іллінойс — 2 листопада 2016, Нью-Йорк) — американський джазовий контрабасист.

## Біографія
Народився 3 грудня 1932 року в Еванстоні, Іллінойс. Його батько був ударником в Канзас-Сіті; брат піаністом в Чикаго і Нью-Йорку. У віці 5 років брав уроки з гри на фортепіано. З 9 років вчився грати на барабанах; на контрабасі, навчаючись у школі та коледжі. Вивчав музикотерапію в університетах Бредлі, Рузвельта та Північно-Західному університет. Грав на тубі під час служби в армії в Кореї. 
У 1950 році став один із засновників гурту MJT + 3 Волтера Перкінса; у 1960 році з гуртом перебрався до Нью-Йорка. У 1950-х також грав з Едді Гаррісом в Чикаго. На початку 1960-х грав з Джуніором Менсом, Кармен Макре, Джо Вільямсоном; Дюком Пірсоном (1962—73), Сонні Роллінсом (з 1962). З середини 1960-х активно записувався як студійний музикант; також грав з Боббі Скоттом, Квінсі Джонсом, Шарлем Азнавуром, Мері Лу Вільямс, Біллі Тейлором. Наприкінці 1960-х гастролював в Європі та Японії з Еллою Фітцджеральд-Оскаром Пітерсоном. Працював штатним басистом з такими музикантами, як Бенні Гудмен, Каунт Бейсі, Діззі Гіллеспі, Бінг Кросбі, Елла Фітцджеральд, Елмер Сноуден, Мері Мартін.
У 1980-х і 1990-х деякий час працював з Роллінсом.
Помер 2 листопада 2016 році у своєму будинку в Мангеттені у віці 83 років від раку.